# Округ Едмундс (Јужна Дакота)
Едмундс (енгл. Edmunds County) је округ у америчкој савезној држави Јужна Дакота.

## Демографија
По попису из 2010. године број становника је 4.071, што је 296 (-6,8%) становника мање него 2000. године.
| Група             | 2000.         | 2010.         |
| Белци             | 4.317 (98,9%) | 3.949 (97,0%) |
| Афроамериканци    | 3 (0,1%)      | 5 (0,1%)      |
| Азијати           | 4 (0,1%)      | 5 (0,1%)      |
| Хиспаноамериканци | 21 (0,5%)     | 58 (1,4%)     |
| Укупно            | 4.367         | 4.071         |